# Lettische Badmintonmeisterschaft 1997
Die Lettische Badmintonmeisterschaft 1997 fand in Sigulda statt. Es war die 34. Auflage der nationalen Titelkämpfe von Lettland im Badminton.

## Titelträger
| Disziplin    | Sieger                              |
| ------------ | ----------------------------------- |
| Herreneinzel | Eduards Loze                        |
| Dameneinzel  | Kristīne Šefere                     |
| Herrendoppel | Eduards Loze Mārtiņš Kažemaks       |
| Damendoppel  | Kristīne Šefere Margarita Miķelsone |
| Mixed        | Eduards Loze Kristīne Šefere        |